# Mistrzostwa Europy w Łucznictwie 2016
24. Mistrzostwa Europy w łucznictwie odbyły się w dniach 23 - 29 maja 2016 w Nottingham w Wielkiej Brytanii. 

## Medaliści

### Strzelanie z łuku klasycznego
| Konkurencja:           | Złoto:                                                                 | Srebro:                                                             | Brąz:                                                          |
| indywidualnie kobiet   | Weronika Marczenko                                                     | Tatiana Daszidorżjewa                                               | Lisa Unruh                                                     |
| indywidualnie mężczyzn | Jean-Charles Valladont                                                 | Mete Gazoz                                                          | Patrick Huston                                                 |
| drużynowo kobiet       | Ukraina · Lidija Siczenikowa · Weronika Marczenko · Anastasija Pawłowa | Gruzja · Chatuna Narimanidze · Iulia Lobżenidze · Kristine Esebua   | Niemcy · Veronika Haidn Tschalova · Lisa Unruh · Elena Richter |
| drużynowo mężczyzn     | Rosja · Witalij Popow · Aleksander Kożin · Arsalan Baldanow            | Wielka Brytania · Kieran Slater · Patrick Huston · Laurence Godfrey | Belgia · Nico Thiry · Ben Andriaensen · Robin Ramaekers        |
| mikst                  | Mołdawia · Dan Olaru · Alexandra Mîrca                                 | Francja · Jean-Charles Valladont · Bérengère Schuh                  | Ukraina · Wiktor Ruban · Anastasija Pawłowa                    |

### Strzelanie z łuku bloczkowego
| Konkurencja:           | Złoto:                                                 | Srebro:                                                             | Brąz:                                                                |
| indywidualnie kobiet   | Sarah Prieels                                          | Aleksandra Sawenkowa                                                | Marija Winogradowa                                                   |
| indywidualnie mężczyzn | Stephan Hansen                                         | Peter Elzinga                                                       | Dominique Genet                                                      |
| drużynowo kobiet       | Turcja · Evrim Saglam · Ayse Bera Suzer · Yesim Bostan | Rosja · Marija Winogradowa · Albina Łoginowa · Aleksandra Sawenkowa | Holandia · Irina Markovic · Inge van Caspel · Martine Couwenberg     |
| drużynowo mężczyzn     | Dania · Martin Damsbo · Andreas Darum · Stephan Hansen | Rosja · Wiktor Kałasznikow · Aleksander Dambajew · Anton Bulajew    | Francja · Sébastien Peineau · Jean-Philippe Boulch · Dominique Genet |
| mikst                  | Włochy · Frederico Pagnoni · Marcella Tonioli          | Słowenia · Dejan Sitar · Toja Ellison                               | Hiszpania · Alberto Blazquez · Andrea Marcos                         |

## Klasyfikacja medalowa
| Lp. | Państwo         | Złoto | Srebro | Brąz | Razem |
| 1.  | Ukraina         | 2     | 0      | 1    | 3     |
| 2.  | Dania           | 2     | 0      | 0    | 2     |
| 3.  | Rosja           | 1     | 4      | 1    | 6     |
| 4.  | Francja         | 1     | 1      | 2    | 4     |
| 5.  | Turcja          | 1     | 1      | 0    | 2     |
| 6.  | Belgia          | 1     | 0      | 1    | 2     |
| 7.  | Mołdawia        | 1     | 0      | 0    | 1     |
| 7.  | Włochy          | 1     | 0      | 0    | 1     |
| 9.  | Holandia        | 0     | 1      | 1    | 2     |
| 9.  | Wielka Brytania | 0     | 1      | 1    | 2     |
| 11. | Gruzja          | 0     | 1      | 0    | 1     |
| 11. | Słowenia        | 0     | 1      | 0    | 1     |
| 13. | Niemcy          | 0     | 0      | 2    | 2     |
| 14. | Hiszpania       | 0     | 0      | 1    | 1     |